# Jamestown (Dakota del Nord)
Jamestown è un comune (city) degli Stati Uniti d'America e capoluogo della contea di Stutsman nello Stato del Dakota del Nord. La popolazione era di 15 427 abitanti al censimento del 2010.

## Geografia fisica
Jamestown è situata a 46°54′20″N 98°42′11″W (46.905641, -98.702994).
Secondo lo United States Census Bureau, la città ha una superficie totale di 33,35 km², dei quali 33,23 km² di territorio e 0,11 km² di acque interne (0,34% del totale).

## Storia
Nel 1871, un gruppo di lavoratori della Northern Pacific Railway installò un campo in cui la ferrovia avrebbe attraversato il fiume James, aggiungendo un'altra sezione alla nuova linea nord transcontinentale. Nel 1872, l'esercito degli Stati Uniti istituì Fort Seward, un piccolo avamposto presidiato da tre compagnie (circa 120 uomini) del Twentieth Infantry Regiment, su un promontorio che dominava la confluenza del fiume James e del Pipestem Creek. Il forte custodiva la traversata del James dalla Northern Pacific Railway. Il forte durò solo cinque anni, essendo stato dismesso nel 1877, ma la ferrovia rimase, costruendo un cantiere di riparazioni che fu tra le principali industrie della città fino agli anni 1960.
Jamestown fu fondata nel 1872 e il generale Thomas Rosser della Northern Pacific le diede il nome dell'omonima località nella Virginia. La città fu incorporata nel 1883. Nel 1873, la contea di Stutsman divenne la prima contea ufficiale nel Territorio del Dakota con Jamestown come capoluogo della contea.
Il 10 novembre 1889 fu fondata la diocesi cattolica di Jamestown. Il 6 aprile 1897 fu cambiato il nome in diocesi di Fargo, con il cambio del seggio vescovile. Dal 1995, la diocesi di Jamestown è elencata come una sede titolare della Chiesa cattolica.

## Società

### Evoluzione demografica
Secondo il censimento del 2010, la popolazione era di 15 427 abitanti.

### Etnie e minoranze straniere
Secondo il censimento del 2010, la composizione etnica della città era formata dal 94,63% di bianchi, lo 0,84% di afroamericani, l'1,78% di nativi americani, lo 0,59% di asiatici, lo 0,06% di oceanici, lo 0,69% di altre razze, e l'1,41% di due o più etnie. Ispanici o latinos di qualunque razza erano il 2,09% della popolazione.